# Klasična radiorenografija
Klasična radiorenografija jedna je od starijih metoda u funkcionalnoj dijagnostici bubrega (pre uvođenja kompjuterizovane gama kamere u rutinsku praksu), zasnovana na korišćenju kolimisanih scinitlacionih detektora postavljenih u regionima bubrega, koji posle intravenske apikacije radioobeleživača (najčešće 131I-OIH) registruju promenu radioaktivnosti u funkciji vremena u svakom bubregu posebno.

## Priprema ispitanika
Jedina priprema ispitanika za ovaj pregled sastoji se u tome da se trideset minuta pre aplikacije radiofarmaka pacijentu naloži da popije 500 mL tečnosti radi postizanja adekvatne hidratacije. 

## Radiorenogram
Kao rezultat radiorenografskog pregleda se dobijaju grafički zapisi promene radioaktivnosti u funkciji vremena posebno za svaki bubreg, koji se nazivaju radiorenogrami. 
Radiorenogrami prikazuju složena zbivanja u bubrežnom parenhimu i njihov izgled zavisi od udruženog uticaja više različitih činilaca, kao što su:
- vrsta korišćenog radiofarmaka
- količina aplikovane radioaktivnosti,
- položaj, oblik i veličina bubrega,
- bubrežni protok plazme,
- funkciona masa nefrona i njihov kapacitet ekstrakcije aplikovanog radioobeleživača,
- drenaža mokraće itd.

Generalno gledano na osnovu radiorenograma mogu se dobiti dva veoma značajna podatka koji ukazuju na funkcionalno stanje bubrega, a to su relativna akumulacija radioobeleživača u bubrežnom parenhimu i njegovo vreme prolaska kroz bubreg.

### Tumačenje radiorenogram
Po svojoj suštini radiorenogram je zapravo radiorenografska kriva ili integralni dinamički prikaz tri procesa i tri faze: 
Prva faza
Ova faza koja se najčešće naziva vaskularna faza, predstavlja nagli skok radioaktivnosti u trajanju od 30-40 sekundi posle ubrizgavanja radiofarmaka. Ona reprezentuje dolazak radioobeleživača u krvne sudove koji su u vidnom polju scintilacione sonde, a to su najvećim delom krvni sudovi bubrega. 
Druga faza
Ova faza je sporije rastuća, filtraciona ili sekretorna faza, koja odražava proces aktivnog preuzimanja i sekrecije radioobeleživača u bubrežnom parenimu, glomerulskom filtracijom i (ili) tubularnom sekrecijom (zavisno od korišćenog radiofarmaceutika). Na radiorenogramu je predstavljena ushodnim delom sa nešto blažim nagibom i traje 2-5 minuta. Završetak ove faze je u maksimumu radiorenografske krive.
Treća faza
Poslednja treća faza predstavljena je eksponencijalnim padom radioaktivnosti posle dostignutog maksimuma i reprezentuje proces eliminacije radioobeleživača iz bubrežnog parenhima i pijelokaliksnog sistema. Vreme polueliminacije u trećoj fazi radiorenograma normalno iznosi do 10-12 minuta. 
Navedeni procesi nisu sekvencijalni, već su istovremeni, a faze radiorenograma treba shvatiti tako da odgovaraju procesima koji se u datom trenutku predominantno odvijaju. 
Patološki procesi koji nastaju na bilo kom nivou, od krvnih sudova koji dopremaju krv u bubrege, preko bubrežnog parenhima do ekskretornog sistema, manje više će imati kao posledicu izmene u svim fazama radiorenograma, ali će predominanto biti izmenjena njegova prva, druga ili treća faza, zavisno od toga gde je najvećim delom lokalizacija patološkog procesa. 
Primeri
- Kod suženja lumena bubrežnih arterija biće tipično redukovana prva faza radiorenograma. Drugi, filtracioni ili sekretorni deo radiorenografske krive odražava bubrežnu parenhimsku funkciju, pa će njenim smanjivanjem biti sve niži i položeniji, do potpunog nestajanja tog dela krive u slučaju bubrežne afunkcije.[6]
- Kod smetnji u drenaži mokraće usled opstrukcije ili usled dilatacije sabirnog sistema, biće karakteristično usporena treća faza radiorenograma, odnosno ovaj segment će biti biti sve manje opadajući, postajaće više horizontalan, sve do stalno rastućeg u slučaju potpune ili gotovo potpune opstrukcije (opstruktivni tip krivulje).[7]

## Nedostaci metode
Osnovni nedostatak metode su:
- nemogućnost odvajanja procese u korteksu i u pijelokaliksnom sistemu,
- nemogućnost dobrog pozicioniranja detektora u slučaju anatomskih varijacija oblika i položaja bubrega.[8]